# NK Široki Brijeg

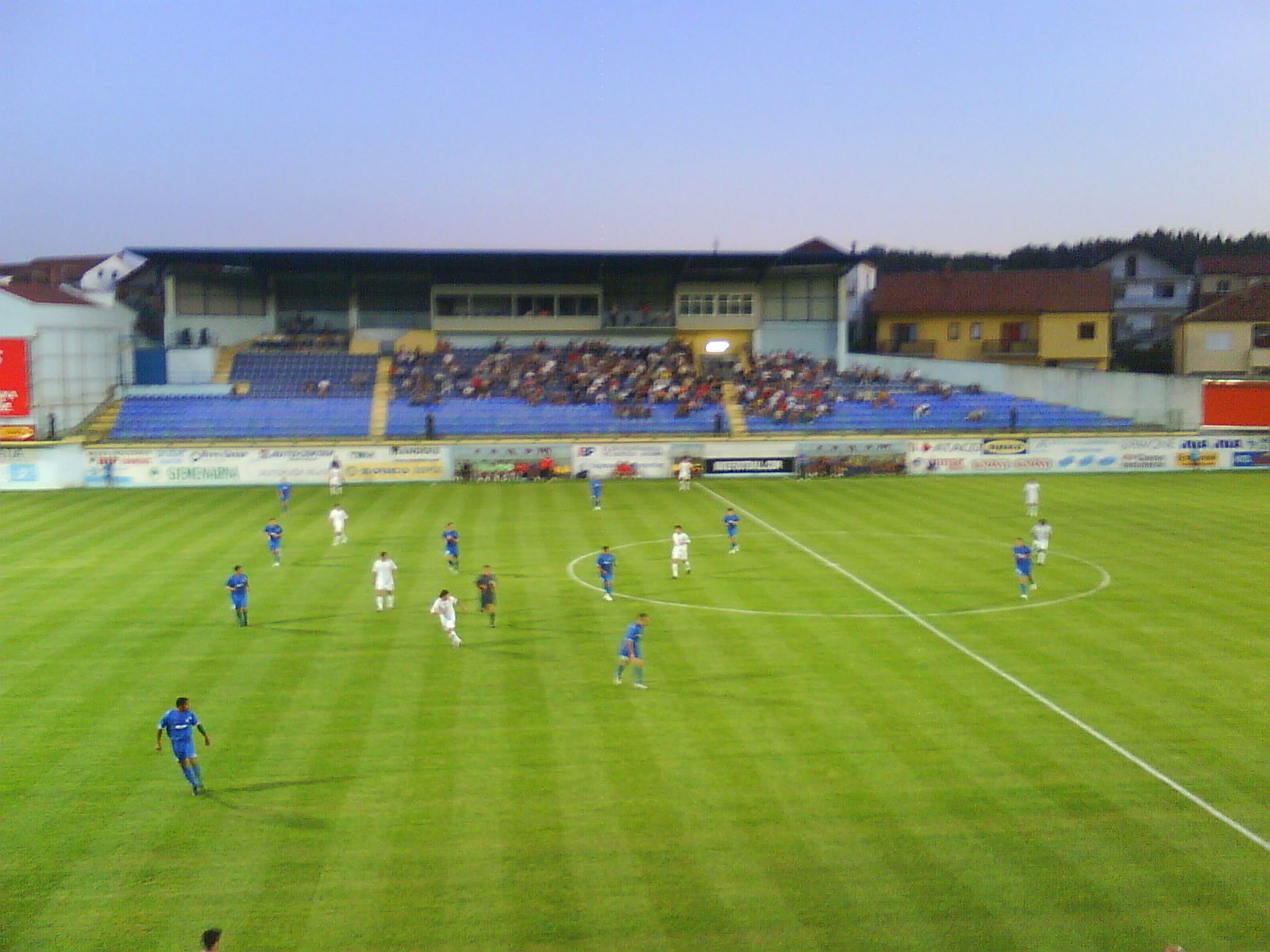
Partit NK Široki Brijeg vs. FC Banants el 9 de juliol de 2009

El Nogometni Klub Široki Brijeg és un club de futbol bosnià de la ciutat de Široki Brijeg.

## Palmarès
- Lliga bòsnia de futbol 2: 
  - 2004, 2006
- Copa bòsnia de futbol 2: 
  - 2007, 2013
- Lliga d'Herceg-Bòsnia 5: 
  - 1994, 1995, 1996, 1997, 1998